# Lars-Eric Lundvall
Lars-Eric Lundvall (3. dubna 1934, Karlskoga – 8. dubna 2020, Göteborg) byl švédský lední hokejista, který nastupoval povětšinou jako křídelní útočník. Se švédskou reprezentací vyhrál dvakrát mistrovství světa, v letech 1957 a 1962. Měl ze světového šampionátu též jednu stříbrnou (1963) a dvě bronzové medaile (1958, 1965). Z olympijských her v Innsbrucku konaných roku 1964 si přivezl stříbro. Zúčastnil se rovněž dvou dalších světových šampionátů (1955, 1959) a dvou olympijských her (1956, 1960). S devíti brankami se stal nejlepším střelcem olympijského turnaje v roce 1960. Za národní tým odehrál 195 utkání, v nichž vstřelil 79 branek. Celou svou kariéru prožil ve švédské lize (jak bylo tehdy obvyklé), hrál jí za kluby IFK Bofors, Södertälje SK a Västra Frölunda IF. Dvakrát se stal mistrem Švédska (1956, 1965). V letech 1962 a 1963 byl nejlepším střelcem soutěže. Po skončení hráčské kariéry v roce 1968 se stal trenérem Frölundy. Později též provozoval čerpací stanici se svým dlouholetým spoluhráčem Ronaldem Petterssonem.